# La guerra di Dio
La guerra di Dio (La guerra de Dios) è un film del 1953, diretto da Rafael Gil. Fu presentato nella selezione ufficiale della 14ª Mostra internazionale d'arte cinematografica di Venezia (1953).

## Trama
Un giovane sacerdote viene inviato a gestire la parrocchia di un villaggio di minatori i cui abitanti vivono nella miseria e si dimostrano ostili nei suoi confronti.

## Riconoscimenti
- Festival di San Sebastián:
  - Concha de Oro
  - Concha de Plata al miglior regista